# Dame Siriþ
Dame Siriþ, ook wel geschreven als Dame Sirith, is een van de weinige overgebleven fabliaux die geschreven zijn in het Middelengels. De tekst, die is opgeslagen in het "MS Digby 86"-manuscript, stamt uit circa 1272-1283. 
Dame Siriþ is een kort gedicht van 450 regels dat gaat over Wilekin, een rijke bediende, Margery, de vrouw van een koopman en Dame Siriþ, een koppelaarster. Wilekin zit al geruime tijd achter Margery aan zonder enig succes. Wanneer haar man op een dag niet aanwezig is, vraagt hij Dame Siriþ om hulp. Zij laat vervolgens haar hond huilen door hem hete kruiden te voeren en neemt de hond dan mee naar Margery, die ze laat geloven dat de hond in feite haar dochter is na getransformeerd te zijn tot hond. De reden van de transformatie zou zijn dat haar dochter de liefde van een bediende had afgewezen. Er is maar één oplossing om de hond weer om te toveren in haar dochter: Margery moet tijdens de afwezigheid van haar man de liefde van de bediende beantwoorden. 
Het verhaal bevat de typische kenmerken van een fabliau: een middenklasse-decor, stereotypering van de personages, bedrog of een list, humor en directheid. Het overgrote deel van het gedicht wordt gepresenteerd als dialoog, wat heeft geleid tot speculaties over het doel van de tekst: het zou bedoeld kunnen zijn om opgevoerd te worden door één of meerdere acteurs.